# Hubert H. Peavey

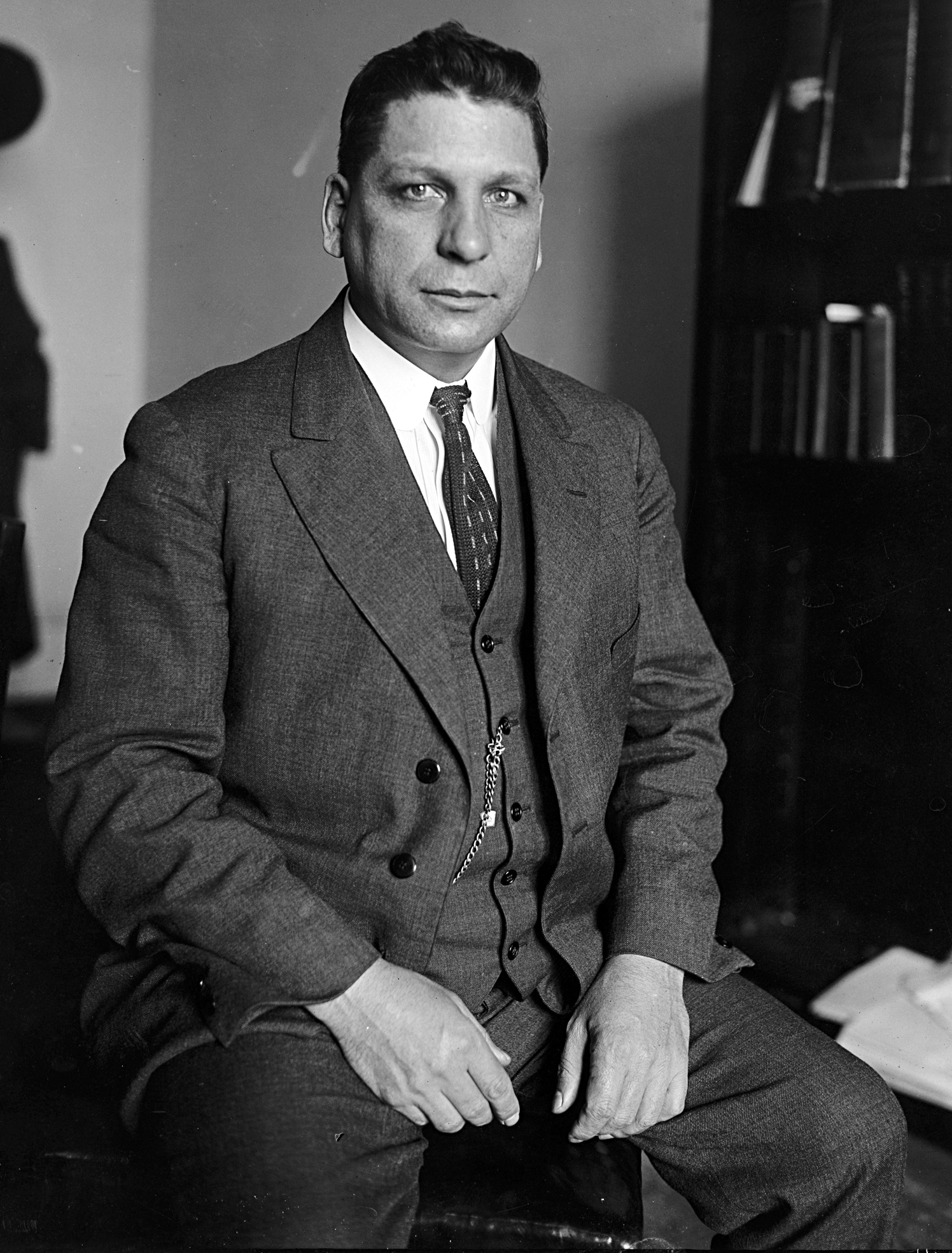
Hubert H. Peavey (1923)

Hubert Haskell Peavey (* 12. Januar 1881 in Adams, Mower County, Minnesota; † 21. November 1937 in Washburn, Wisconsin) war ein US-amerikanischer Politiker. Zwischen 1923 und 1935 vertrat er den Bundesstaat Wisconsin im US-Repräsentantenhaus.

## Werdegang
Im Jahr 1886 zog Hubert Peavey mit seinen Eltern nach Redwood Falls. Dort besuchte er die öffentlichen Schulen einschließlich der örtlichen High School. Danach studierte er an der Pillsbury Academy in Owatonna. Zwischen 1900 und 1904 arbeitete Peavey in verschiedenen Berufen in Nebraska, Kansas und dem Oklahoma-Territorium. Dann zog er nach South Dakota, wo er in das Immobiliengeschäft einstieg. Im Jahr 1909 verlegte Peavey seinen Wohnsitz nach Washburn in Wisconsin. Auch in seiner neuen Heimat arbeitete er in der Immobilienbranche. Außerdem begann er als Mitglied der Republikanischen Partei eine politische Laufbahn.
Im Jahr 1911 wurde Peavey Stadtrat in Washburn; 1912 wurde er zum Bürgermeister dieses Ortes gewählt. Dieses Amt bekleidete er zwischen 1920 und 1922 noch einmal. Zwischen 1913 und 1915 war Peavey Abgeordneter in der Wisconsin State Assembly. Im Jahr 1915 wurde er auch Herausgeber der Zeitung „Washburn News“. Während des Ersten Weltkrieges stellte er eine Infanterieeinheit der Nationalgarde seines Staates auf, in der er selbst Hauptmann war. Nach dem Krieg setzte er seine journalistische Tätigkeit in Washburn fort. Im Jahr 1920 strebte er erfolglos die Nominierung seiner Partei für die Kongresswahlen an.
Bei den Kongresswahlen des Jahres 1922 wurde er dann aber im elften Wahlbezirk von Wisconsin in das US-Repräsentantenhaus in Washington, D.C. gewählt, wo er am 4. März 1923 die Nachfolge von Adolphus Peter Nelson antrat. Nach fünf Wiederwahlen konnte er bis zum 3. Januar 1935 sechs Legislaturperioden im Kongress absolvieren. Da sein Distrikt im Jahr 1932 aufgelöst wurde, vertrat er ab 1933 als Nachfolger von James A. Frear den zehnten Bezirk. Während Peaveys Zeit im US-Repräsentantenhaus wurden dort der 20. und der 21. Verfassungszusatz verabschiedet. Seit 1933 wurden viele der New-Deal-Gesetze der neuen Bundesregierung unter Präsident Franklin D. Roosevelt in den Kongress eingebracht und dort von der Mehrheit der Abgeordneten gebilligt. Peaveys Republikanische Partei stand diesen Gesetzen allerdings eher ablehnend gegenüber.
Bei den Wahlen des Jahres 1934 verlor Hubert Peavey gegen Bernard J. Gehrmann. In den folgenden Jahren bis zu seinem Tod am 21. November 1937 in Washburn arbeitete er wieder im Immobiliengeschäft. Außerdem betrieb er eine Ranch.